# 裕鐸
裕鐸（？—？），字子厚，清朝官員，滿族人。
工部筆帖式出身。道光二十八年（1848年）接替王用賓，擔任台灣府知府。道光三十年（1850年）離任。咸豐二年（1852年）再任台灣府知府以抓獲匪犯王涌予以升叙。加按察使銜分巡台灣兵備道。